# Béhorléguy
Béhorléguy is een gemeente in het Franse departement Pyrénées-Atlantiques (regio Nouvelle-Aquitaine) en telt 76 inwoners (2009). De plaats maakt deel uit van het arrondissement Bayonne.

## Geografie
De oppervlakte van Béhorléguy bedraagt 24,0 km², de bevolkingsdichtheid is dus 3,2 inwoners per km².
De onderstaande kaart toont de ligging van Béhorléguy met de belangrijkste infrastructuur en aangrenzende gemeenten.

## Demografie
Onderstaande figuur toont het verloop van het inwonertal (bron: INSEE-tellingen).